# Norton 2½ HP OHV Model
Het Norton 2½ HP OHV Model was een prototype 250cc-motorfiets dat het Britse merk Norton eind 1922 presenteerde. Het model kwam nooit in productie.

## Voorgeschiedenis
Tot 1922 had Norton nog nooit een kopklepmotor gebouwd. Zelfs de racemotoren waren zijkleppers. Sinds 1910 had men ook nooit meer een licht model geleverd. De lichtste Nortons maten 490 cc. 

## Norton 2½ HP OHV Model
In 1922 maakte Norton melding van twee kopkleppers: het 500cc-3½ HP OHV Model en het 250cc-2½ HP OHV Model. De 250cc-motor had een boring van 63 mm, een slag van 80 mm en een cilinderinhoud van 249,4 cc. De motor was een dwarsgeplaatste staande eencilinder waarbij de nokkenassen rechts op de krukas zaten. Die bedienden via stoterstangen en tuimelaars de kleppen. De brandstofvoorziening geschiedde door een carburateur die waarschijnlijk door Brown & Barlow werd geleverd en de ontsteking door een magneet die voor het blok zat en die door een kort kettinkje vanaf de uitlaatnokkenas werd aangedreven. Links op de krukas zat het voorste kettingtandwiel van de primaire aandrijving. Via de meervoudige natte plaatkoppeling dreef die de Sturmey-Archer-drieversnellingsbak met kickstarter aan. Het achterwiel werd ook aangedreven door een ketting. De machine had een brugframe met het motorblok als dragend deel, aan de voorkant een girder-type voorvork die door Druids werd gebouwd. Achtervering was er niet. Voor en achter zaten trommelremmen, die in dat jaar voor het eerst door Norton werden gebruikt. 
Het 2½ HP OHV Model was bedoeld als sportmotor. Het blad "The Motor Cycle" gaf aan dat de machine misschien wel 70 mijl per uur zou kunnen halen. Het doel was waarschijnlijk deelname aan de Lightweight TT, die in 1922 voor het eerst tijdens de TT van Man was verreden. The Motor Cycle hoopte ook dat er een wat tammer model voor de gewone toerist zou komen. 
Het model kwam echter nooit op de markt. Norton richtte zich op zwaardere modellen en pas in 1958 kwam er een 250cc-Norton, de Norton Jubilee. 